# Paul Peikert

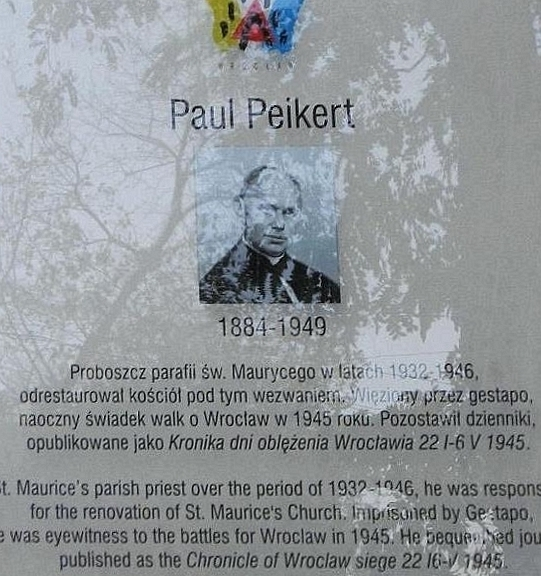
Gedenktafel für Paul Peikert in Breslau

Paul Peikert, Erzpriester und Erzbischöflich-Geistlicher Rat, (* 1. Oktober 1884 in Langendorf, Landkreis Neisse; † 18. August 1949 in Bredenborn in Westfalen) war Priester des Erzbistums Breslau.

## Leben
Paul Peikerts Eltern waren der Zimmermann Joseph Peikert und seine Frau Karolina Peikert, geb. Rother. Vor allem unter dem Einfluss seiner Tante, der Ordensschwester Hortulana, entschlossen sich die Eltern, den Sohn in ein Gymnasium zu schicken. Nach seinem Abschluss am Gymnasium studierte er in Breslau Theologie und wurde am 20. Juni 1910 durch Kardinal Kopp zum Priester geweiht. In der Pfarrei Wansen im Kreis Strehlen war er ein Jahr Kaplan, von dort aus ging er nach zwei Jahren in die Pfarrei St. Heinrich in Breslau.
Nach weiteren drei Jahren wurde er 1916 nach Grottkau geschickt, wo er den pastoralen Dienst des Erziehungsheimes übernahm. 1918 kam er kurz nach Neukirch, heute ein Stadtteil von Breslau, und im November schließlich nach Hermsdorf, jetzt Sobięcin bei Wałbrzych, wo er 1920 die Pfarrei organisierte und am 20. Februar 1923 ihr erster Pfarrer wurde.
1928 wurde Peikert als Pfarrer nach Waldenburg geschickt und 1932 wählte Kardinal Bertram ihn aus über hundert Kandidaten für den Posten des Pfarrers von St. Mauritius in Breslau aus.
In den Jahren 1932 bis 1946 war er Pfarrer der St.-Mauritius-Kirche in Breslau in der Klosterstraße. In den ersten Jahren in der neuen Pfarrei begann er mit dem Bau der Filialkirche St. Josef in der Ofener Straße, der Sanierung der Pfarrkirche und des Friedhofs und ließ einen neuen Taufbrunnen und einen Hochaltar anfertigen.
Am 17. August 1937, während seiner Exerzitien in Grüssau, wurde Peikert durch die Gestapo verhaftet. Bei ihm wurde der „Offene[r] Brief an den Herrn Reichsminister Dr. Goebbels“ von Kardinal George Mundelein gefunden. Peikert wurde der Verbreitung von Briefen beschuldigt, doch trotz Ermittlungen konnte ihm nichts bewiesen werden, und am 11. November wurde er in die Freiheit entlassen. Trotz der Probleme mit der Geheimpolizei wurde er für sein kirchliches Wirken von Kardinal Adolf Bertram am 26. November 1940 zum Geistlichen Rat ernannt.
Nach dem Krieg zog er nach Westfalen, wo er in Bredenborn im Kreis Höxter bis zu seinem Tod in der Kirche St. Joseph als Pfarrer diente und dort auf dem Friedhof beigesetzt wurde.

## Erinnerung
Bekannt wurde Paul Peikert durch seine Tagebücher, die erst nach seinem Tod, zunächst in Polen, veröffentlicht wurden. Seit Beginn der Belagerung von Breslau begann er akribisch, alles über das Drama von Krieg und Terror durch die Nazis an der eigenen Bevölkerung aufzuschreiben. Sie stellen heute ein wertvolles Dokument dar, das im Detail das Leben in einer von der Roten Armee belagerten Festung beschreibt. Auch schreibt er in seinen Tagebüchern immer wieder von seiner Ablehnung gegenüber dem Nazi-Regime. Sein Leben lang war er Anhänger der Zentrumspartei.
Paul Peikert am 13. März 1945
„Aus aller Lippen kann man fast hören, dass unsere Feinde nicht die Russen sind, sondern dass unser grösster Feind die Partei sei.“:
Paul Peikert am 27. März 1945:
„Die Not des Volkes ist an und für sich schon so groß, das Leid und die Traurigkeit scheinen kaum noch einer Steigerung fähig zu sein und doch wird diese entsetzliche Maßnahme, ganze Stadtteile aus ihrem Heim zu vertreiben, mit so unerhörten Drohungen und mit einer mehr als frivolen Brutalität durchgeführt, dass die Menschenherzen fast zerbrechen über die Bestialität verrohter und entarteter Ortsgruppenleiter und ihrer Gehilfen.“

## Werke
- Paul Peikert: „Festung Breslau“ in den Berichten eines Pfarrers, 22. Januar bis 6. Mai 1945, hrsg.v. Karol Jonca und Alfred Konieczny, Union Verlag Berlin, 1974